# Titus (Byzanz)
Titus (griech.: Titos, auch: Taratos) († 272) war Bischof von Byzantion als Nachfolger von Eugenius I.
Die Namensform Taratos erscheint nur bei Matthäus Kigalas, der ihn in der Patriarchenliste als Τάρατος ὁ καὶ Τίτος (Taratos, auch bekannt als Titos) eintrug, was später von Philippos dem Zyprioten in Τάρατος, ὁ Κιτήτης (Taratos der Kiteter) verändert wurde. Die häufigste Namensform ist jedoch Titus bzw. Titos, die in den traditionellen Patriarchenlisten auftaucht.
Der Beginn seiner Amtszeit wird auf das Jahr 242 datiert. Während eine Reihe von Bischöfen Opfer der Christenverfolgung des Decius wurden, hat Titus nicht nur diese überstanden, sondern auch die der Kaiser Trebonianus Gallus und Valerian. Seine Amtszeit hat offenbar 30 Jahre betragen, auch wenn ihm vereinzelt 35 Jahre und 6 Monate zugeschrieben werden. Sein Nachfolger wurde Dometius.